# Jon Spencer
Jon Spencer es un músico estadounidense nacido en Hanover (Nuevo Hampshire) en 1965 y miembro de, entre otros grupos, Jon Spencer Blues Explosion (JSBX), Boss Hog y Heavy Trash, además de colaborar con un puñado de bandas.
Ha tocado en varios grupos de diferentes estilos como Pussy Galore (noise rock y rock alternativo), Shithaus (rock industrial), Boss Hog (garage rock), JSBX (grupo seminal de punk blues), Heavy Trash (rockabilly) o Spencer Dickinson (punk blues).

## Biografía y carrera musical
Jon Spencer nació como Jonathan Spencer en 1965, hijo de un profesor universitario de química y de una cardióloga. crecido en un barrio residencial de clase media-alta en Hanover, en el estado de Nuevo Hampshire.

### Primeros pasos: Pussy Galore
Jon Spencer comenzó a estudiar semiótica en la Universidad Brown, donde conoció a Julia Cafritz y entró en contacto con bandas como The Birthday Party, The Stooges o los recopilatorios de Back From The Grave. En 1985, apenas un año después de ingresar en la universidad y de desechar la posibilidad de trabajar en cinematografía, Jon y Julia se mudaron a Nueva York, donde formaron la banda Pussy Galore. Además, Spencer pasó por una banda, muy desconocida, llamada Shithaus. Poco se conoce de esta banda, entre otras cosas, que editó una casete en 1985.
Pussy Galore fue una banda extraña en el panorama musical de Nueva York. A pesar de que, musicalmente, no contaron con el beneplácito de la crítica, lo cierto es que con sus primeras grabaciones y su actitud en el escenario se dotaron de una nutrida sección de fanes que les idolatraban. EL fenómeno de Pussy Galore dividió entonces a la crítica de manera visceral, unos a favor de la banda y otros radicalmente en contra. Lo que unía a todos era la afirmación de que como músicos, su habilidad técnica era nula.
La aventura de Pussy Galore duró hasta 1990, fecha en que la banda se disolvió tras grabar varios álbumes, EP y sencillos, entre ellos una casete que contenía, una por una, versiones muy sui generis del Exile on Main St. de los Rolling Stones que, según Allmusic es «verdaderamente, una aventura el escucharla».
En Pussy Galore, Spencer coincidió, entre otros, con Cristina Martinez, con quien terminó casándose más adelante. Además, una año antes de la disolución de Pussy Galore, Spencer y Martinez formaron Boss Hog, banda que continúa en activo y que se formó para cubrir un concierto cancelado, a última hora, en el CBGB. Además, durante los últimos años de la década de 1980 y principios de la década de 1990, formó o colaboró con otras bandas como Workdogs, Honeymoon Killers (en los que estaba también Cristina Martínez) y los Gibson Bros.

### La Blues Explosion

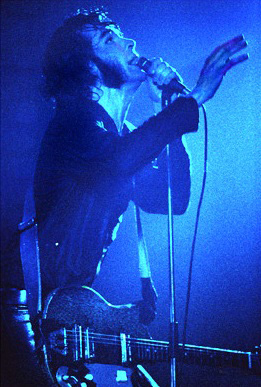
Jon Spencer con la JSBX en 2006.

Fue en los Honeymoon Killers donde Jon Spencer conoció a Judah Bauer y Russell Simins. Este último era el batería del grupo y Bauer un colaborador ocasional, además de compañero de habitación de Simins. Simins y Spencer comenzaron a tocar juntos y cuando se unió Bauer formaron oficialmente la Jon Spencer Blues Explosion, que se convirtió en el principal proyecto de Spencer, con lo que la actividad con Boss Hog quedó drásticamente reducida tras la publicación de Drinkin' Lechin' & Lyin' (Amphetamine Reptile, 1989) y Cold Hands (Amphetamine Reptile, 1990).
La formación de JSBX era de dos guitarristas y batería y sus primeras referencias son, según John Dougan, de Allmusic, «incomprehensibles y excitantes», con un  bajo inexistente (o grabado a un volumen muy bajo) y guitarras distorsionadas en primer plano.
Sus primeras referencias, producidas por Steve Albini), Jon Spencer Blues Explosion (1992) y Crypt Style (Crypt, 1992) supusieron cambio de estilo y pusieron al grupo en el mapa. Firmaron entonces un contrato con Matador Records, que editó sus siguientes álbumes. La década de 1990 fue la época de mayor éxito de la Blues Explosion, cuyos álbumes editados en este periodo supusieron un gran éxito de crítica, convirtiéndoles en un grupo de éxito a nivel underground. Extra Width (1993) fue su primer gran éxito, considerado por algunos como el mejor trabajo de JSBX en el que la crítica empieza a hablar de Spencer como de un imitador de Elvis. Tras la publicación de Extra Width aparecieron por primera vez en la MTV, que emitió el vídeo «Afro», canción que fue el primer sencillo del álbum. A Extra Widht le siguieron Orange (1994) y Now I Got Worry (1996), ambos producidos por Jim Waters, en los que empezaron a experimentar con la producción y las remezclas, colaborando artistas como UNKLE, Beck, Calvin Johnson (de Dub Narcotic Sound System), Moby o GZA (de Wu-Tang Clan).
Por otro lado, en 1993, Martinez y Spencer decidieron retomar a Boss Hog. Reclutaron a una nueva base rítmica y ese mismo año, a la par que JSBX editaban Extra Width, Boss Hog hicieron lo propio con el EP Girl Positive (Amphetamine Reptile). El EP tuvo tanto éxito en la escena underground que llamó la atención de Geffen, quienes firmaron un contrato con la banda y editaron Boss Hog (DGC, 1995). El álbum fue un éxito de crítica y sufrió las inevitables comparaciones con los recientes álbumes de JSBX. Tras la publicación de Boss Hog y un par de sencillos, el grupo volvió a parar la actividad.
Entre 1996 y 1997, la JSBX al completo sirvió de banda de apoyo del bluesman R. L. Burnside, grabando con él dos álbumes: A Ass Pocket Of Whiskey (Matador, 1996, OLE-214-1/2) y Mr. Wizard (Fat Possum, 1997, 80301-1/2). La noticia causó cierta consternación entre los fanes más puristas de Burnside, ya que muchos pensaban que Jon Spencer se burlaba del blues con su música. Aparte de colaborar con Burnside, la Blues Explosion realizó una gira que les llevó, entre otros lugares, por España. El grupo se encontraba en un excelente momento de forma, dando conciertos muy enérgicos que eran aplaudidos por la crítica.
Dos años más tarde de la publicación de Now I Worry apareció Acme (Matador, 1998) el, para algunos, mejor trabajo de la banda. Acme supuso una vuelta de tuerca al sonido del grupo, ya que, aunque el sonido básico (dos guitarras y batería) seguía siendo el mismo, en esta ocasión se escuchaban elementos propios de la música electrónica y el rap. Además, por primera vez se pusieron en manos de varios productores: Calvin Johnson, Steve Albini, Dan the Automator, Suzanne Dyer, Jim Dickinson y Alec Empire.

### Parón con JSBX
Tras la publicación de Acme, Spencer y sus compañeros decidieron darse un respiro, que terminó siendo, empero, relativo, ya que realizaron diferentes proyectos bajo el nombre de JSBX: en 2000 participaron como banda de apoyo en la grabación del álbum de Andre Williams Is the Black Godfather (In The Red, 2000) y grabaron con él un EP de 12" titulado Lap Dance (In The Red, 2000). Además, siguieron apareciendo referencias del grupo: Acme-Plus (Mute, 1999), Extra-Acme (Toy's Factory, 1999), Xtra-Acme (Matador, 1999) y Ura-Acme (Toy's Factory, 1999).
En 2000, Spencer y Martinez volvieron a la actividad con Boss Hog. Con la misma formación con la que grabaron su anterior LP homónimo, volvieron a una compañía independiente (In the Red) y grabaron Whiteout, un trabajo que nuevamente elogiado por la crítica.
Aparte de la JSBX, Jon Spencer, junto con los hermanos Luther y Cody Dickinson (de North Mississippi Allstars), formó el proyecto puntual Spencer Dickinson. En 2001 tuvieron lugar unas sesiones en Misisipi's Zebra Ranch, un estudio de grabación propiedad de Jim Dickinson (padre de los dos hermanos y reputado productor). Fruto de las sesiones fue un álbum editado por Toy's Party ese mismo año: Spencer Dickinson.

### Heavy Trash

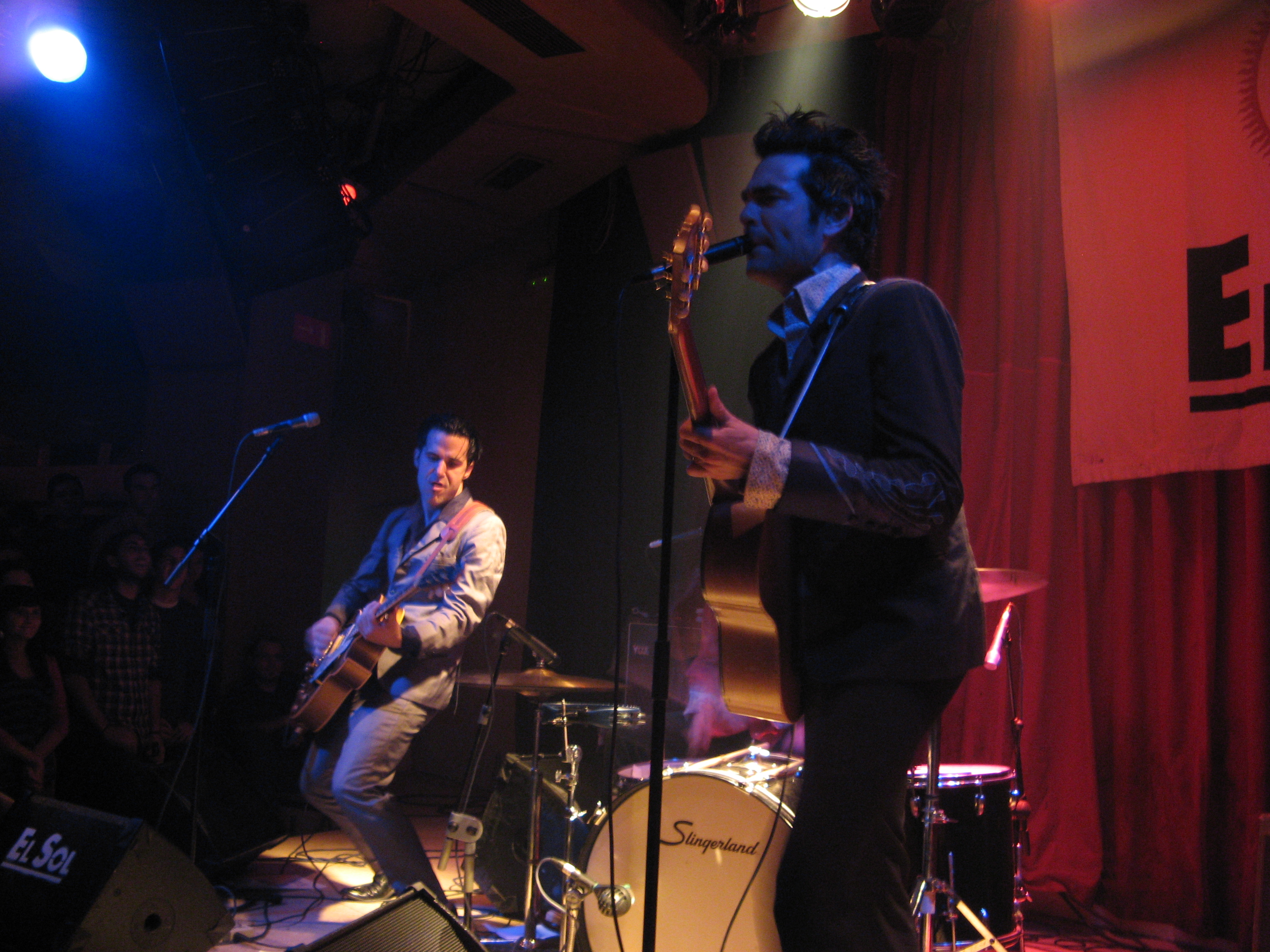
Heavy Trash a su paso por la sala El Sol de Madrid en 2007. Matt Verta-Ray (izquierda) y Jon Spencer (derecha).

En 2002 JSBX volvieron a la actividad. Aparecieron un par de trabajos que dividieron a la crítica: Plastic Fang (2002) y Damage (2004). Algunos le dieron buena nota a los álbumes, otros vieron a una banda en declive, máxime al comparar estos dos trabajos con Whiteout, el último trabajo publicado de Boss Hog. Con la aparición de Damage! y tras su última gira, Blues Explosion volvió a desaparecer del tablero.
Uno de los motivos fue la aparición del grupo de rockabilly Heavy Trash, formado por Spencer y Matt Verta-Ray. Entre 2004 y 2007 aparecieron dos trabajos de la banda, Heavy Trash (Yep Roc, 2005) y Going Way Out With Heavy Trash (Yep Roc, 2007). Durante estos años Jon Spencer estuvo concentrado en su nuevo proyecto, enlazando giras y grabaciones de manera continua. A finales de 2007 estuvieron de gira por Europa, entre otros lugares, tocaron en el Azkena Rock Festival de Vitoria y en otras localidades españolas.
En 2006 apareció un nuevo LP de Spencer Dickinson titulado The Man Who Lives for Love (Yep-Roc), que en realidad se trata de una versión extendida del ya editado Spencer Dickinson.
2008 fue el año de la reaparición de JSBX. Tras publicar Jukebox Explosion (In The Red) en 2007, la banda inició una nueva gira mundial llamada «jukebox Explosion Tour 2008».

## Discografía

### Con Pussy Galore
- Exile On Main Street (Shove Records, 1986, SHOV 3).
- 1 Yr Live (Shove Records, 1986, SHOV 6).
- Right Now! (Caroline, 1986, 1234). Existe edición en Matador Records (1998, OLE-212/PGLP 1).
- Groovy Hate Fuck (Vinyl Drip, 1987, SUK-1). Recopilatorio de singles y EP.
- Dial 'M' For Motherfucker (Caroline, 1989). Existen ediciones en Product Inc. (1989, INC 1) y Matador (1998, OLE-213/PGLP 2).
- Historia De La Musica Rock (Caroline, 1990). Existe edición británica en Rough Trade (1990, ROUGH 149)
- Corpse Love: The First Year (Caroline, 1992, CAROL CD 1706). Recopilatorio de sencillos, EP y su primer álbum.
- Live/In The Red (In The Red, 1998, ITR 050)

### Con Boss Hog
- Drinkin', Lechin', & Lyin' (Amphetamine Reptile Germany, 1989, ARR 6/68).
- Cold Hands (Amphetamine Reptile Germany, 1991, ARR 16/127).
- Boss Hog (Geffen, 1995, DGC-289176-1/GED24811).
- White Out (City Slang, 2000, 08731-1). Existen ediciones en In The Red (2000, ITR 068), City Slang/Virgin (2000, 08731-2) y Genie (2000, LAMPCD 003).

### Con Jon Spencer Blues Explosion
- Jon Spencer Blues Explosion (Caroline/Hut Records, 1992, HUTLP3/HUTCD3). Editado también por Virgin (1992).
- Crypt-Style (Crypt, 1992, CR-029).
- Extra Width (Matador, 1993, OLE-052-1/2/4). Existen ediciones de Crypt (1993, CR-033), Au-Go-Go (1993, ANDA 175) y Toy's Factory (1993, TFCK-88740).
- Orange (Matador, 1994, OLE-105-1/2/4). Existen ediciones de Crypt (1994, CR-046), Au-Go-Go (1994, ANDA 178) y Toy's Factory (1994, TFCK-8873914). Reeditado en 2000 por Mute (JSBX 2).
- Now I Got Worry (Capitol/Matador, 1996, OLE-193/CDP 7243 8 53553 2 5). Existen ediciones de Mute (1996, Stumm 132), Toy's Factory (1996, TFCK-88795) y Au-Go-Go (1997, ANDA 210).
- Acme (Matador, 1998, OLE-322-1/2/4). Existen ediciones de Mute (1998, Stumm 154) y Au-Go-Go (1999, ANDA 250).
- Plastic Fang (Matador, 2002, OLE-542). Existen ediciones de Mute (2002, Stumm 199), Toy's Factory (2002, TFCK-87285, llamado Fang Plastique) y una Plastic Fang Australian Tour Edition (2002, doble CD).
- Damage (Mute, 2004, Stumm 236/CDStumm 236)
- Jukebox Explosion (In The Red, 2007, ITR 146)

### Con Spencer Dickinson
- Spencer Dickinson (Toy's Factory, 2001, TFCK-87263)
- The Man Who Lives For Love (Yep Roc Records, 2006, YEP 2078)

### Con Heavy Trash
- Heavy Trash (Yep Roc Records, 2005, YEP 2077). Existe edición en In-Fidelity Recordings (2005, INFCD-115).
- Going Way Out With Heavy Trash (Yep Roc Records, 2007).

### EnmySpace
- Jon Spencer Blues Explosion
- Heavy Trash

- Datos: Q3183239
- Multimedia: Jon Spencer / Q3183239